# Meteorkamera

Meteorstation Martinsberg (Niederösterreich). Auf der Plattform die Analog-Kamera von 2009 mit Filmmagazinen; sie wurde 2010 durch eine große Digitalkamera ersetzt.

Eine Meteorkamera ist ein astronomisches Instrument zur fotografischen oder opto-elektronischen Beobachtung heller Meteore und Feuerkugeln. Um ein genügend großes Gesichtsfeld zu haben, muss die Kamera eine kurze Brennweite besitzen. Sie nimmt die Leuchterscheinungen vor dem Sternhintergrund auf; die Stern- und Meteorspuren werden meist durch einen Rotationsverschluss unterbrochen, um die Zeit des Ereignisses registrieren zu können. Bei digitalen Kameras, die seit etwa 2015 überwiegen, erfolgt die Belichtungssteuerung elektronisch. 
Erste Meteorkameras wurden in den 1960ern entwickelt, u. a. an der Universitätssternwarte Wien. Astronomen in Tschechien haben in den 1990er-Jahren automatische Kameras entwickelt, die sich am Beginn klarer Nächte öffnen und lange Belichtungen mit lichtgesteuerten Zeitmarken durchführen.
Auf Prager Initiative ist ab etwa 2000 ein mitteleuropäisches Feuerkugelnetz entstanden, das derzeit etwa 20 Meteorstationen in Tschechien, Deutschland, Österreich und einigen Nachbarländern umfasst. Südlich von Böhmen und Mähren, wo das Netz am dichtesten ist, betreibt auch die Sternwarte Orion bzw. der Österreichische Astroverein im niederösterreichischen Waldviertel bei Martinsberg seit 2008 eine solche Kamera. Die dortige kleine Volkssternwarte wurde nach einer Spendenaktion des Österreichischen Astrovereins um diese automatische Messeinrichtung erweitert.